# Isamu Akasaki
Isamu Akasaki (Chiran, 30. siječnja 1929.), japanski fizičar. Diplomirao (1952.) na Sveučilištu u Kyotu, a doktorirao (1964.) na Nagoyskom sveučilištu. Zaposlen u Istraživačkom institutu Matsushita u Tokiju (od 1964. do 1981.), Nagoyskom sveučilištu (od 1981. do 1992.), Sveučilištu Meijo (od 1992.). Pronašao je (1989.) način izrade poluvodičkog elektroničkog elementa načinjena uglavnom od galijeva nitrida (GaN) koji može biti sjajan izvor plave svjetlosti. Pridonio je razvoju plavoga poluvodičkog lasera koji se primjenjuje u optičkim diskovima (Blu-ray Disc). Za izum učinkovite plave svjetleće diode koja je omogućila izradu energetski štedljivih bijelih izvora svjetlosti velike svjetlosne jakosti s H. Amanom i S. Nakamurom dobio Nobelovu nagradu za fiziku 2014.

## Svjetleća dioda ili LED
Svjetleća dioda ili LED (skr. od engl. Light Emitting Diode) je poluvodički elektronički element koji pretvara električni signal u optički (svjetlost). Propusno polarizirana svjetleća dioda emitira elektromagnetsko zračenje na način spontane emisije uzrokovane rekombinacijom nosilaca električnoga naboja (elektroluminiscencija). Elektroni prelazeći iz vodljivog u valentni pojas, oslobađaju energiju, koja se dijelom očituje kao toplina, a dijelom kao zračenje. Boja emitiranog svjetla ovisi o poluvodiču, kao i o primjesama u njemu i varira od infracrvenog preko vidljivog do ultraljubičastog dijela spektra. 
Izrađuju se od galija, arsena i fosfora (GaAsP), gdje se omjerom arsena i fosfora određuje širina zabranjenoga pojasa i time posredno frekvencija zračenja, ili pak, za heterostrukturne izvedbe pogodne za optičke komunikacije, od istih elemenata uz dodatak indija.
Primjenjuje se najčešće kao indikator, na primjer na komandnim i signalnim pločama uređaja i strojeva ili kao alfanumerički pokazivač na zaslonima džepnih kalkulatora, zatim za ukrasno osvjetljenje te u industriji zabave, za signalnu rasvjetu za bicikle, automobilska svjetla, kao dijelovi za daljinski prijenos signala u upravljačkim krugovima, na primjer kod televizorskih daljinskih upravljača. Veliko područje primjene imaju i u optičkim komunikacijama, gdje služe za prijenos podataka na kraće udaljenosti multimodnim optičkim vlaknom.